# Hans Schneider (Eishockeyspieler)
Johann „Hans“ Schneider (* 14. September 1913 in Wien; † Januar 1993 ebenda) war ein österreichischer Eishockeyspieler.

## Karriere
Hans Schneider spielte ab 1931 für den Pötzleinsdorfer Sport Klub und blieb auch nach dessen Umbenennung in EK Engelmann Wien dort aktiv und gewann mit diesem 1939 den deutschen Meistertitel. Nach dem 1939 erfolgten Zusammenschluss von EKE und dem Wiener Eislauf-Verein zur Wiener EG spielte er ab 1939 für diese und wurde mit dieser 1940 erneut deutscher Meister. Nach dem Zweiten Weltkrieg spielte er ab 1946 wieder für den EK Engelmann Wien.
International spielte er für die österreichische Eishockeynationalmannschaft bei den Eishockey-Weltmeisterschaften 1935 und 1938 und nach 1938 für die deutsche Eishockeynationalmannschaft. Nach dem Zweiten Weltkrieg spielte er wieder für die österreichische Nationalmannschaft bei den Olympischen Winterspielen 1948 und bei der Eishockey-Weltmeisterschaft 1947, wo er mit der Mannschaft die Bronzemedaille gewann.
Er wurde am Hernalser Friedhof bestattet. Das Grab ist bereits aufgelassen.